# Avrora (mitologija)
Aurora (tudi Avrora) je v rimski mitologiji boginja jutranje zarje. Je sestra Sola, boga Sonca, in Lune, boginje zemljinega naravnega satelita Lune.
Aurora je bila tudi namišljen lik v zgodbi Gospodar prstanov. Tam je bila vilinska princesa, ki je med časom, ko so ustanovili Bratovščino prstana, pobegnila staršema, ki sta jo hotela odpeljati v Neumrljive dežele. Vilinka tega ni hotela, zato je odšla v Mrkolesje in živela v graščini kralja Thranduila. Ko pa se je Legolas vrnil z vojne za prstan, jo je spoznal in Aurora se je v vilina tudi zaljubila. Z njim in Thranduilom je nato popeljala viline v Inthelin in tam postala Legolasova kraljica. Ko je kralj Elessar preminil je v Neumrljive dežele odšla skupaj s kraljem Legolasom in škratom Gimlijem. 
Njeno ime pomeni zora.
Njen grški dvojnik je Eos.

## Aurora v umetnosti
- Guerin, okoli 1820